# Adrien Verschuere
Adrien Verschuere (* 1976) ist ein belgischer Architekt und Gründer von BAUKUNST.

## Werdegang
Adrien Verschuere studierte bis 1999 Architektur an der Institut Saint-Luc in Tournai und an der EPF Lausanne. Nach dem Diplom bei Ilias Zengelis arbeitete er bis 2001 bei Rem Koolhaas/OMA in Rotterdam und zwischen 2000 und 2003 bei Herzog & de Meuron in Basel. 2003 gründete er mit François Charbonnet und Patrick Heiz Made in in Genf und stieg 2006 aus. 2008 gründete er BAUKUNST in Brüssel, 2017 folgte ein weiteres Büro in Lausanne. Verschuere lehrte an der EPF Lausanne (2003–07), der Université catholique de Louvain, der Porto Academy (2015), der Universität Stuttgart (2017) und als Gastprofessor an der EPF Lausanne (2019–24).

## Bauwerke
Eine Auswahl der Bauwerke von BAUKUNST werden von Hélène Binet und Maxime Delvaux fotografiert.
- 2014–2015: Structure and Gardens, Brüssel
- 2014–2017: Polyvalentes Sportzentrum La Fraineus, Spa mit Bas Smets[2]
- 2018–2020: Studentenwohnheim und reversibles Parkhaus, Saclay mit BRUTHER[3][4][5][6]
- seit 2016: Naturwissenschaftsgebäude der EPFL und UNI Lausanne mit BRUTHER[7][8]
- seit 2017: Frame Media House, Brüssel mit BRUTHER

## Auszeichnungen und Preise
- 2006: Prix Fédéral Suisse d’Art & d’Architecture mit Made in[9]
- 2007: Nominierung – Iakov Chernikov Preis
- 2017: Nominierung – Mies van der Rohe Preis für Polyvalentes Sportzentrum La Fraineus, Spa[10]
- 2017: European prize for urban Public Space
- 2017: Shortlist – Mies van der Rohe Preis für Structure and Gardens, Brüssel[11]
- 2022: Shortlist – Mies van der Rohe Preis für Studentenwohnheim und reversibles Parkhaus, Saclay[12]

## Ausstellungen
- 2019: Performance und Performativität, Bozar Brüssel
- 2020: Baukunst, Solo Galerie Paris
- 2022: Tendenz und Tatsache, Trienal de Arquitectura de Lisboa
- 2023: Unvollständige Arbeiten, Architektur Galerie Berlin[13][14]

## Bücher
- mit Roxane Le Grelle, Lara Molino und Iwan Strauven (Hg.): Baukunst. Walther König Verlag, Brüssel 2019 mit Beiträgen von Jacques Lafitte, Lynn Margulis und Dorion Sagan und einem Gespräch zwischen Adrien Verschuere und Hans Ulrich Obrist
- Samuel Penn (Hrsg.): ACCOUNTS. Pelinu Books, Bukarest 2019 mit Beiträgen von Pier Vittorio Aureli, François Charbonnet, Beat Consoni, Irina Davidovici, Mike Davies, Andrea Deplazes, Angela Deuber, Sérgio Fernandez, Pascal Flammer, Christoph Gantenbein, Rolf Jenni, Jan Kinsbergen, Oliver Lütjens, Peter Märkli, Marcel Meili, Thomas Padmanabhan, Samuel Penn, Jonathan Sergison, Álvaro Siza, Luigi Snozzi, Laurent Stalder, Martino Tattara, Marie-José Van Hee, Adrien Verschuere, Tom Weiss, Andrea Zanderigo, Raphael Zuber
- Frédéric Einaudi und Simon Vergès (Hg.): Pensées. Edition Cosa Mentale, 2021